# Hiệp hội Cầu thủ Chuyên nghiệp Anh

Logo của PFA

Hiệp hội Cầu thủ Chuyên nghiệp (Tiếng Anh:Professional Footballers' Association - PFA) là một hiệp hội bóng đá ở Vương quốc Anh. Do các cầu thủ chuyên nghiệp thành lập vào năm 1907 và liên kết với Liên minh Quốc hội ngành nghề, Tổng liên đoàn của Liên minh ngành nghề và FIFPro. Đây là hiệp hội chuyên nghiệp lâu đời nhất thế giới, có 4.000 thành viên và trưởng điều hành là Gordon Taylor.

## Giải thưởng PFA
Năm 1974, PFA tạo ra ba giải thưởng để trao cho các cầu thủ - hoặc những người đã đóng góp rất nhiều cho đội bóng - hàng năm. Đầu tiên là giải Cầu thủ xuất sắc nhất Năm, được trao cho cầu thủ được bầu chọn là tốt nhất của mùa giải bởi những đồng nghiệp của anh ta. Thứ hai là giải Cầu thủ Trẻ xuất sắc nhất Năm, được trao cho cầu thủ trẻ được bầu chọn là tốt nhất mùa giải của PFA. Thứ ba là Giải thưởng Tôn trọng, trao cho người đã đóng góp nhiều nhất cho đội bóng suốt mùa giải, được bình chọn bởi PFA.
Năm 2001, họ đã tạo ra một giải thưởng; Cầu thủ xuất sắc nhất Năm của Người hâm mộ, được trao cho cầu thủ được bầu chọn là tốt nhất của mùa giải bởi những người hâm mộ. Trong năm 2005, họ giới thiệu thêm một giải thưởng; Đội bóng xuất sắc nhất Năm, dành tặng cho 11 cầu thủ (Bốn mươi bốn cầu thủ trong tổng số) trong mỗi giải đấu, (Giải ngoại hạng Anh, Giải bóng đá hạng nhất Anh, Football League One, Football League Two) những người được coi là tốt nhất của mùa giải bởi PFA.

## Các thành viên

### Ban quản lý
- Chủ tịch: Chris Powell (Leicester City)
- Scott McGleish (Leyton Orient)
- Marcus Hahnemann (Wolves)
- Gary Neville (Manchester United)
- Darren Moore (Barnsley)
- Neil Cutler (Retired)
- Ben Sedgemore (King's Lynn)
- Gareth Griffiths (Northwich Victoria)
- Clarke Carlisle (Burnley)
- Chris Hope (Corby Town FC)
- Colin Murdock (Accrington Stanley)

#### Chủ tịch cũ
- Jimmy Guthrie
- Jimmy Hill
- Gordon Taylor
- Brian Marwood
- Derek Dougan
- Garth Crooks
- Barry Horne
- Nick Cusack
- Dean Holdsworth

### Trưởng điều hành
- Trưởng điều hành: Gordon Taylor
- Phó Giám đốc điều hành: Mick McGuire
- Trợ lý Giám đốc điều hành: Bobby Barnes
- Trợ lý Giám đốc điều hành: John Bramhall

### Nhân viên điều hành PFA
- Richard Jobson
- Martin Buchan
- Nick Cusack